# Hedysarum tauricum
Hedysarum tauricum är en ärtväxtart som beskrevs av Carl Ludwig von Willdenow. Hedysarum tauricum ingår i släktet buskväpplingar, och familjen ärtväxter. Inga underarter finns listade i Catalogue of Life.